# Belleville-et-Châtillon-sur-Bar
 Belleville-et-Châtillon-sur-Bar  là một xã ở tỉnh Ardennes, thuộc vùng Grand Est ở phía bắc nước Pháp.